# G. K. Chesterton
Gilbert Keith Chesterton, KC*SG (29 de maio de 1874 – 14 de junho de 1936), mais conhecido como G. K. Chesterton, foi um popular ensaísta, romancista, contista, teólogo amador, dramaturgo, jornalista, palestrante, biógrafo, e crítico de arte inglês. Chesterton é muitas vezes referido como o "príncipe do paradoxo". 
Chesterton é bem conhecido por seu personagem de ficção, o sacerdote-detetive Padre Brown, e pela sua apologética. Mesmo seus oponentes reconheceram a importância de textos como Ortodoxia ou O Homem Eterno.
Crítico do capitalismo e do socialismo, Chesterton foi membro da Sociedade Fabiana, a qual renunciou mais tarde quando viu no distribucionismo o melhor modelo econômico. No âmbito político, ele foi um duro crítico do progressismo e do conservadorismo da sua época. Dizia: “O mundo está dividido entre conservadores e progressistas. O negócio dos progressistas é continuar cometendo erros. O negócio dos conservadores é evitar que erros sejam corrigidos".

## Início da vida

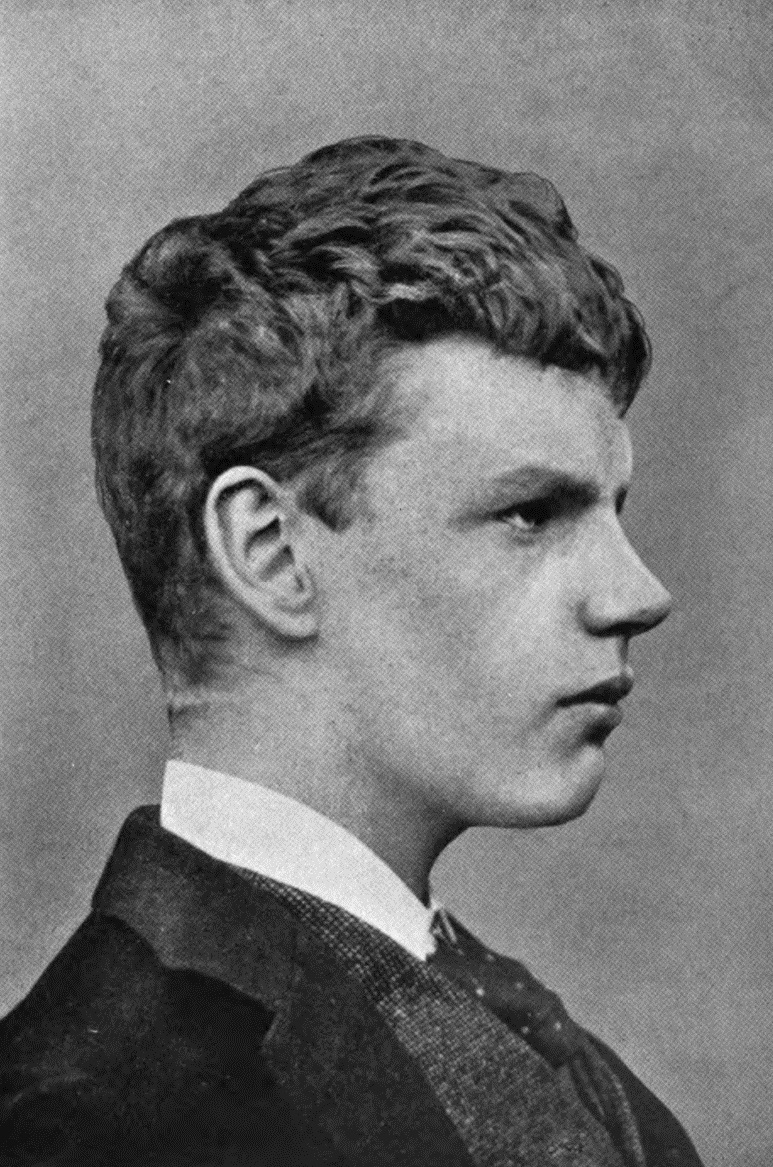
G. K. Chesterton, com a idade de 17.

Chesterton nasceu em Campden Hill, em Kensington (Londres), filho de Marie Louise Grosjean e Edward Chesterton. Tendo sido batizado com a idade de um mês na Igreja da Inglaterra (anglicanismo), embora sua própria família fossem unitários praticantes. De acordo com sua autobiografia, o jovem Chesterton se envolveu em uma experiência com o oculto e, junto com seu irmão Cecil, experimentou o tabuleiro Ouija. Na biografia escrita por Joseph Pearce, página 51, constatamos que o fato ocorreu no período da sua adolescência ao qual o próprio Chesterton se refere como uma época confusa. Nas páginas 52 e 53 da mesma biografia ele retoma o assunto dizendo que "travou conhecimento com o diabo por sua própria culpa" e que não tocaria em um tabuleiro daquele outra vez "nem com um pau".

## A vida familiar
Chesterton casou-se com Frances Blogg em 1901; O casamento durou o resto de sua vida. Chesterton creditou Frances ao levá-la de volta ao anglicanismo, embora mais tarde considerasse o anglicanismo como uma "imitação pálida" do cristianismo ao entrar em plena comunhão com a Igreja Católica, em 1922.

## Carreira
Em setembro de 1895, Chesterton começou a trabalhar para a editora londrina Redway, onde permaneceu por pouco mais de um ano. Em outubro de 1896, ele se mudou para a editora T. Fisher Unwin, onde permaneceu até 1902. Durante esse período, ele também realizou seu primeiro trabalho jornalístico, como crítico literário e artístico freelancer. Em 1902, o Daily News lhe deu uma coluna de opinião semanal, seguida em 1905 por uma coluna semanal em The Illustrated London News, para a qual ele continuou a escrever nos próximos trinta anos.

No início, Chesterton mostrou um grande interesse e talento para a arte. Ele planejava se tornar um artista, e sua escrita mostra uma visão que cobriu ideias abstratas em imagens concretas e memoráveis. Mesmo a sua ficção continha parábolas cuidadosamente escondidas. O Padre Brown, uma personagem sua, está perpetuamente corrigindo a visão incorreta de pessoas desconcertadas na cena do crime e vagando no final com o criminoso para exercer seu papel sacerdotal de reconhecimento e arrependimento. Por exemplo, na história "The Flying Stars", o referido padre pede ao personagem Flambeau que abandone sua vida criminosa: 
"Ainda há juventude, honra e humor em você, não ache que eles vão durar com essa mudança. Homens podem manter uma espécie de nível de bem, mas nenhum homem conseguiu manter um nível de maldade. Essa trajecto vai para baixo e para o fundo. O homem gentil bebe e se torna cruel, o homem franco mata e mente sobre isso. Um homem que eu conheci começou como você, a ser um ex-foragido honesto, um ladrão alegre que roubava ricos, e terminou estampado em lodo".

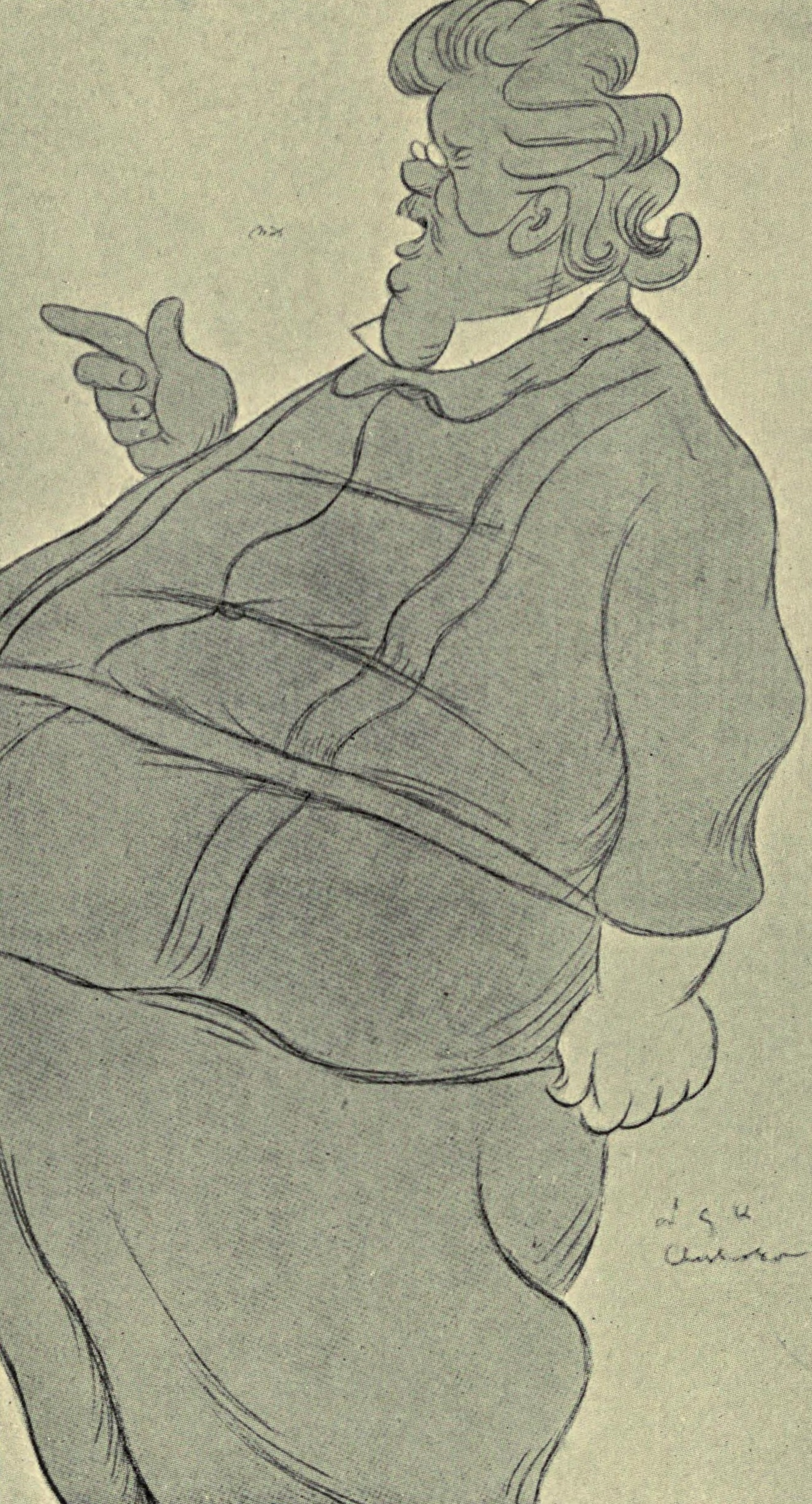
Caricatura de Chesterton, por Max Beerbohm

Chesterton adorava debater, muitas vezes se envolvendo em disputas públicas amigáveis com homens como George Bernard Shaw, H. G. Wells, Bertrand Russell e Clarence Darrow. De acordo com sua autobiografia, ele e Shaw representaram cowboys em um filme mudo que nunca foi lançado.

### Sagacidade visual
Chesterton era um homem grande, de pé, com 1,93 m e pesava cerca de 130 kg (286 lb). Seu perímetro circundante deu origem a uma anedota famosa. Durante a Primeira Guerra Mundial, uma senhora em Londres perguntou por que ele não estava "lá na frente de batalha"; Ele respondeu: "Se você me der a volta, você verá que eu estou". Em outra ocasião, ele comentou ao seu amigo George Bernard Shaw: "Se alguém olhar para você, pensariam que uma fome atingiu a Inglaterra". Shaw retrucou: "E se olharem para você, qualquer pessoa pensaria que você causou a fome". P. G. Wodehouse descreveu uma batida muito alta como "um som como G. K. Chesterton caindo sobre uma folha de lata".
Chesterton geralmente usava uma capa e um chapéu amassado, com um bastão-espada na mão e um charuto saindo da boca. Ele tinha uma tendência a se esquecer onde estava indo e perder o trem que deveria ter pegado. É relatado em várias ocasiões que ele enviou um telegrama para sua esposa Frances de algum local distante (e incorreto), escrevendo coisas como "Estou no Market Harborough. Onde deveria estar?" Para o qual ela responderia, "Em casa". (O próprio Chesterton conta a história, omitindo, no entanto, a suposta resposta de sua esposa, no capítulo XVI de sua autobiografia).

### Radio
Em 1931, a BBC convidou Chesterton para dar uma série de palestras de rádio. Ele aceitou, sem levar tanto a sério no início. No entanto, desde 1932 até a sua morte, Chesterton entregou mais de 40 palestras por ano. Ele foi permitido (e incentivado) a improvisar nos scripts. Isso permitiu que suas conversas mantivessem um caráter íntimo, assim como a decisão de permitir que sua esposa e secretária se sentassem com ele durante suas transmissões.
As palestras foram muito populares. Um funcionário da BBC observou, depois da morte de Chesterton, que "em um ano mais ou menos, ele se tornaria a voz dominante da Broadcasting House".

## A morte e a veneração

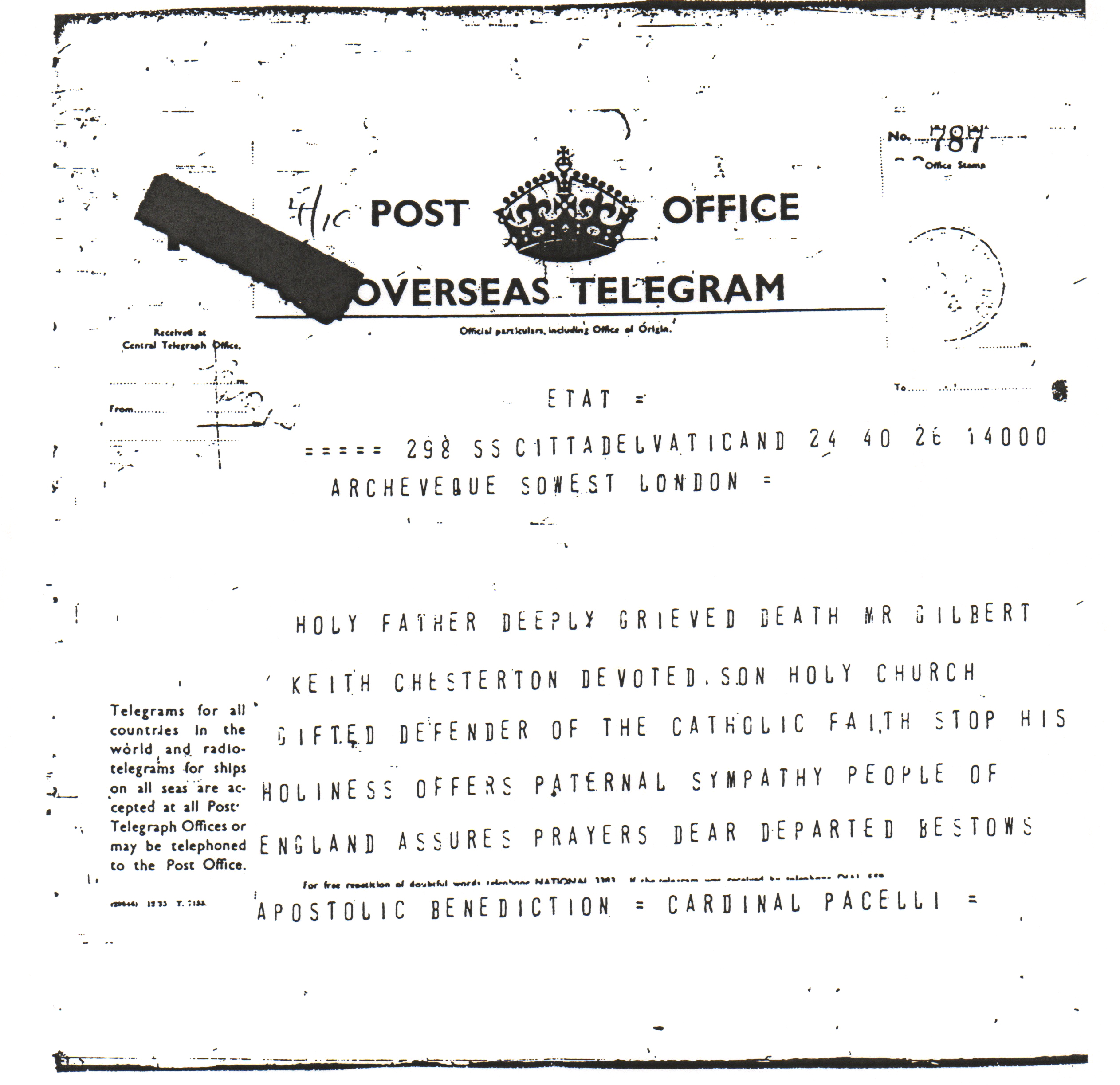
Telegrama enviado pelo Cardeal Eugenio Pacelli (futuro papa Pio XII), em nome do Papa Pio XI para o povo da Inglaterra após a morte de Chesterton.

Perto do fim da vida de Chesterton, o Papa Pio XI o nomeou como Cavaleiro Comandante com a Estrela da Ordem Papal de São Gregório Magno (KC * SG). Chesterton recebeu da Santa Sé o título de Fidei Defensor, que havia sido concedido por Leão X ao rei Henrique VIII antes deste se rebelar contra a Igreja. A Sociedade Chesterton propôs que ele fosse beatificado. Ele é lembrado liturgicamente por isso, em 13 de junho, pela Igreja Episcopal, com um dia de festa provisório, conforme adotado na Convenção Geral de 2009.

## Obra
Chesterton escreveu cerca de 80 livros, várias centenas de poemas, cerca de 200 contos, 4 000 ensaios, e várias peças. Ele era um crítico literário e social, historiador, novelista, escritor, teólogo, apologista, debatedor e escritor misterioso. Ele foi um colunista do Daily News, The Illustrated London News, onde tinha seu próprio artigo, G. K.'s Weekly; Ele também escreveu artigos para a Encyclopædia Britannica, incluindo a entrada em Charles Dickens e parte da entrada em Humor na 14ª edição (1929). Seu personagem mais conhecido é o padre-detetive, Padre Brown, que apareceu apenas em histórias curtas, enquanto The Man Who Was Thursday é indiscutivelmente sua novela mais conhecida. Ele era um cristão convicto muito antes de ser recebido na Igreja Católica, e temas e simbolismos cristãos aparecem em grande parte de sua escrita.
Nos Estados Unidos, seus escritos sobre distribuitismo foram divulgados através da The American Review, publicado pela Seward Collins em Nova York
Em sua não-ficção, de Charles Dickens: Um Estudo Crítico (1906) ele recebeu elogios de várias pessoas diferentes. De acordo com Ian Ker (Católica Avivamento em Literatura inglesa, 1845-1961, 2003), "Nos olhos de Chesterton Dickens pertence a Merry England, não aos Puritanos, na Inglaterra"; Ker trata o pensamento de Chesterton no Capítulo 4 do livro como em grande parte crescente da sua verdadeira apreciação de Dickens.
Chesterton escreveu de forma consistente demonstrando inteligência e senso de humor. Ele empregou o paradoxo ao fazer comentários sérios sobre o mundo, governo, política, economia, filosofia, teologia e muitos outros tópicos.

## Pontos de vista e contemporâneos

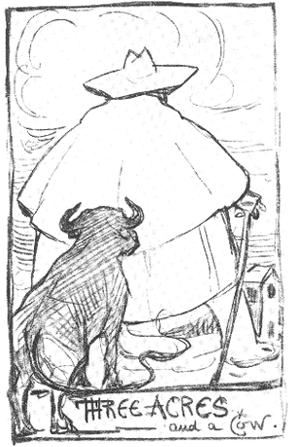
Autorretrato de Chesterton com o slogan "Três alqueires e uma vaca"

A escrita de Chesterton foi vista por alguns analistas como combinando duas vertentes anteriores na literatura inglesa. A abordagem de Dickens é uma dessas. Outra é representado por Oscar Wilde e George Bernard Shaw, a quem Chesterton conheceu bem: satirizantes e comentaristas sociais seguindo a tradição de Samuel Butler, vigorizando o paradoxo como uma arma contra a aceitação complacente da visão convencional das coisas.
O estilo e o pensamento de Chesterton eram todos seus, no entanto, suas conclusões eram muitas vezes opostas às de Oscar Wilde e George Bernard Shaw. Em seu livro Heretics, Chesterton diz isso sobre Wilde: "A mesma lição [do buscador de prazeres pessimista] foi ministrada pela filosofia muito poderosa e muito desolada de Oscar Wilde. É a religião do carpe diem, mas no Carpe diem a religião não é a religião das pessoas felizes, mas de pessoas muito infelizes. Grande alegria não junta as flores enquanto pode, os olhos estão fixos na rosa imortal que Dante viu ". Mais brevemente, e com uma aproximação mais próxima do próprio estilo de Wilde, ele escreve na Ortodoxia sobre a necessidade de fazer sacrifícios simbólicos para o presente da criação: "Oscar Wilde disse que o por-do-sol não eram valorizado porque não podíamos pagar pelo por do sol. Mas Oscar Wilde estava errado, podemos pagar pelo por do sol. Podemos pagar por ele não sendo Oscar Wilde".
Chesterton e Shaw eram amigos famosos e apreciavam seus argumentos e discussões. Embora raramente concordem, ambos mantiveram boa vontade e respeito um pelos outro. No entanto, em sua escrita, Chesterton expressou-se muito claramente sobre onde eles diferiram e por quê. Nos hereges ele escreve sobre Shaw:
| “ | Depois de ter sido um grande número de pessoas durante muitos anos por ser não-progressivo, o Sr. Shaw descobriu, com um sentido característico, que é muito duvidoso que qualquer ser humano existente com duas pernas possa ser progressivo. Tendo chegado a duvidar se a humanidade pode ser combinada com o progresso, a maioria das pessoas, facilmente satisfeita, teria eleito abandonar o progresso e permanecer com a humanidade. O Sr. Shaw, sem ser facilmente satisfeito, decide lançar a humanidade com todas as suas limitações e entrar em progresso por sua própria causa. Se o homem, como o conhecemos, é incapaz da filosofia do progresso, o Sr. Shaw pergunta, não por um novo tipo de filosofia, mas por um novo tipo de homem. É como se uma enfermeira tivesse tentado uma comida bastante amarga há alguns anos com um bebê e, descobrindo que não era adequado, não deveria jogar fora a comida e pedir uma nova comida, mas tirar o bebê da janela, E peça um novo bebê. | ” |

Shaw representou a nova escola de pensamento, modernismo, que estava aumentando na época. As opiniões de Chesterton, por outro lado, tornaram-se cada vez mais focadas na Igreja. Na ortodoxia, ele escreve: "O culto da vontade é a negação da vontade ... Se o Sr. Bernard Shaw vem até mim e diz:" Será algo ", isso equivale a dizer:" Não me importo com o que você quer "e Isso equivale a dizer: "Eu não tenho vontade no assunto". Você não pode admirar a vontade em geral, porque a essência da vontade é que ela é particular ".

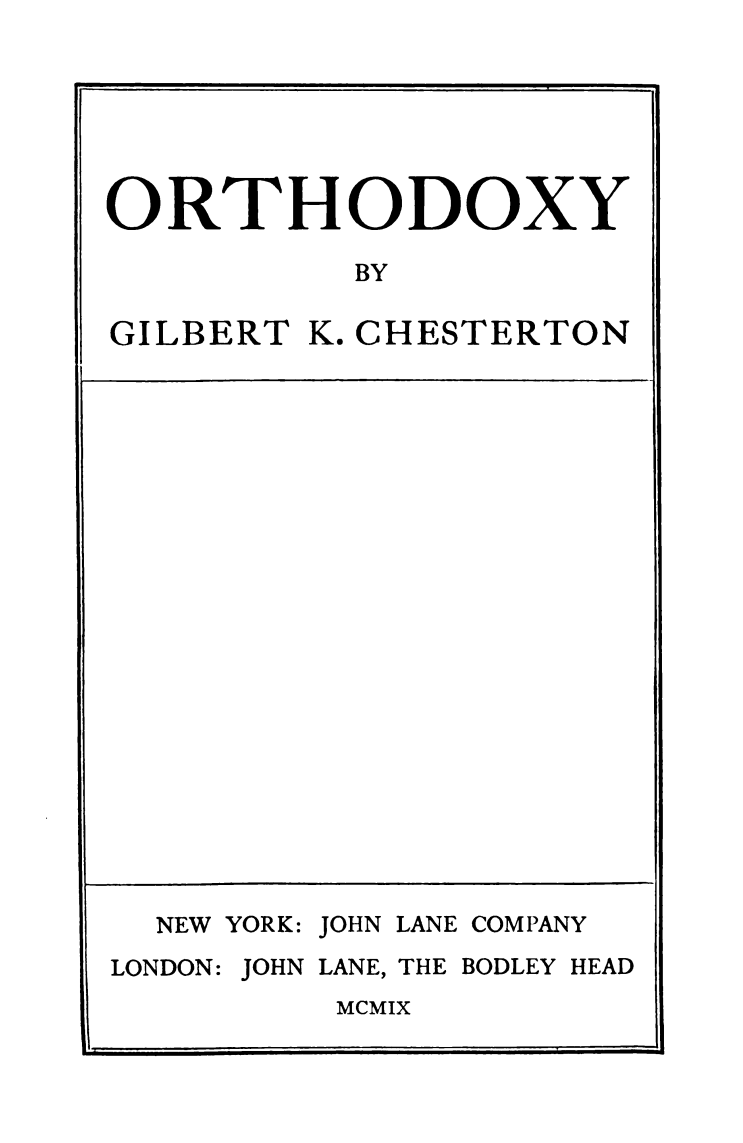
Página de título da edição de 1909 da Ortodoxia, publicada pela primeira vez no ano anterior

Este estilo de argumentação é o que Chesterton se refere ao usar "" - isto é, que os pensadores e os filósofos populares do dia, embora muito inteligentes, diziam coisas absurdas. Isto é ilustrado novamente na Ortodoxia: "Assim, quando o Sr. HG Wells diz (como ele fez em algum lugar)," Todas as cadeiras são bastante diferentes ", ele não expressa apenas uma distorção, mas uma contradição em termos. Se todas as cadeiras fossem bem diferentes, Você não poderia chamá-los de "todas as cadeiras". Ou, novamente de Ortodoxia:
| “ | A adoração selvagem da ilegalidade e o culto materialista da lei terminam no mesmo vazio. Nietzsche escala escalonadas montanhas, mas ele virou finalmente no Tibete. Ele senta-se ao lado de Tolstoi na terra do nada e do Nirvana. Ambos são desamparados - um porque ele não deve entender nada, e o outro porque ele não deve deixar nada. A vontade de Tolstoyan é congelada por um instinto budista de que todas as ações especiais são maus. Mas a vontade de Nietzscheite é bastante congelada por sua visão de que todas as ações especiais são boas; Pois se todas as ações especiais são boas, nenhuma delas é especial. Eles estão na encruzilhada, e alguém odeia todas as estradas e o outro gosta de todas as estradas. O resultado é - bem, algumas coisas não são difíceis de calcular. Eles estão no cruzamento. | ” |

Chesterton, como um pensador político, criou aspersões tanto do progressismo como do conservadorismo, dizendo: "Todo o mundo moderno se dividiu em conservadores e progressistas. O negócio dos progressistas é fazer erros. O negócio dos conservadores é impedir a erros de serem corrigidos". Ele foi um dos primeiros membros da Sociedade Fabiana, mas renunciou seu posto na época da Guerra dos Bôeres. Chesterton também se autodenominou "o último liberal".
Outro contemporâneo e amigo dos estudos escolares foi Edmund Bentley, criador do clerihew (estilo de poema curto). O próprio Chesterton escreveu clerihews e ilustrou a primeira coleção de poesia publicada por seu amigo, Biography for Beginners (1905), que popularizou a forma do clerihew. Chesterton também era padrinho do filho de Bentley, Nicolas, e abriu o romance The Man Who Was Thursday com um poema escrito para Bentley.

### Oposição à Eugenia
Em Eugenics and Other Evils, Chesterton atacou a eugenia enquanto a Grã-Bretanha estava se movendo para a aprovação da Lei de Deficiência Mental de 1913. Alguns apoiando as ideias da eugenia pediram que o governo esterilize pessoas consideradas "mentalmente defeituosas"; Essa visão não ganhou popularidade, mas a ideia de segregá-los do resto da sociedade e, assim, evitar que eles reproduzam ganhou força. Essas ideias deixaram Chesterton com desgosto, ele escreveu: "Não é apenas aberto, é urgentemente solicitado que o objetivo da medida seja impedir qualquer pessoa que esses propagandistas não pensem inteligentemente de ter alguma esposa ou filhos". Ele explodiu a ideia proposta por tais medidas que são tão vagas que poderiam ser aplicadas para qualquer um, incluindo "Qualquer vagabundo que esteja maluco, todo trabalhador que é tímido, todo rústico que é excêntrico, pode facilmente ser levado sob as condições que foram projetadas para maníacos homicidas. Essa é a situação, e esse é o ponto ... já estamos sob o estado eugenista, e nada resta para nós senão rebelião."
Ele ridicularizou tais ideias fundadas em disparates, "como se alguém tivesse o direito de atrair e escravizar seus cidadãos como uma espécie de experiência científica".
Chesterton também se esquivou da ideia de que a pobreza era resultado de uma má reprodução: "[é uma] nova disposição estranha para considerar os pobres como uma raça, como se fossem uma colônia de japoneses ou coolies chineses ... Os pobres não são uma raça nem mesmo um tipo. É insensato falar sobre má reprodução, pois eles não são uma raça. São, no fato frio, o que descreve Charles Dickens: "um caixote de lixo de acidentes individuais", de dignidade danificada e, muitas vezes, de gentilidade danificada".

### "Chesterbelloc"

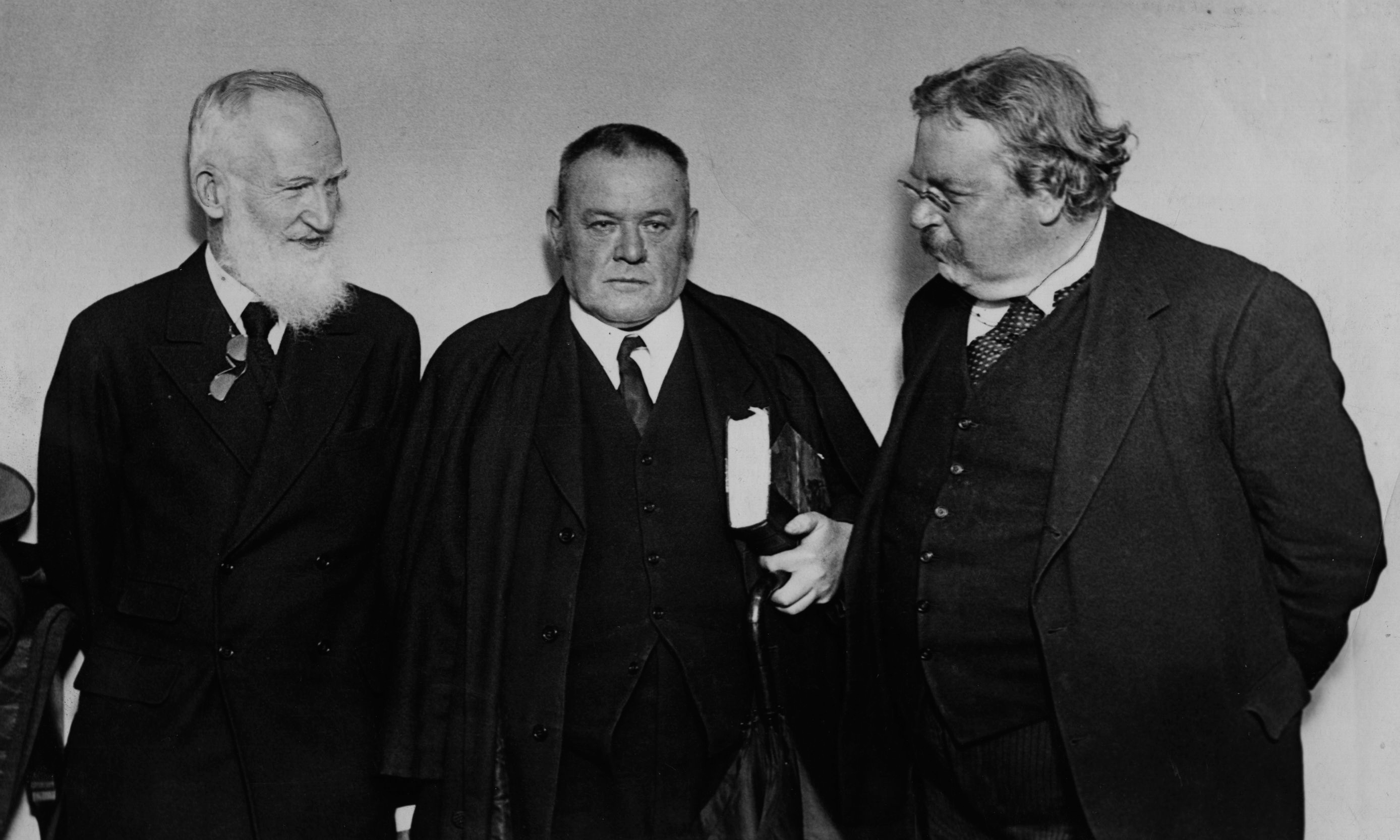
George Bernard Shaw, Hilaire Belloc, e G. K. Chesterton

Chesterton é frequentemente associado com seu amigo íntimo, o poeta e ensaísta Hilaire Belloc. George Bernard Shaw cunhou o nome "Chesterbelloc" por sua parceria, e realmente o nome ficou. Embora fossem homens muito diferentes, eles compartilhavam muitas crenças; Chesterton eventualmente se juntou ao Belloc na fé católica, e ambos expressaram críticas ao capitalismo e ao socialismo. Em vez disso, adotaram uma terceira via: o distribucionismo. G. K.'s Weekly, que ocupou grande parte da energia de Chesterton nos últimos 15 anos de sua vida, foi o sucessor da New Witness de Belloc, assumido por Cecil Chesterton, o irmão de Gilbert, que morreu na Primeira Guerra Mundial.

## Legado

### Literário
- The Everlasting Man de Chesterton contribuiu para a conversão de C.S. Lewis para o Cristianismo. Em uma carta a Sheldon Vanauken (14 de dezembro de 1950), Lewis chama o livro "o melhor apologético popular que conheço", e Rhonda Bodle escreveu (31 de dezembro de 1947) "a [melhor] defesa popular da posição cristã completa que conheço É o homem eterno de GK Chesterton ". O livro também foi citado em uma lista de 10 livros que "mais moldaram sua atitude vocacional e filosofia de vida.[27]
- Chesterton era um crítico muito rápido e franco da eugenia. Eugenics and Other Evils representa uma das primeiras oposições do livro ao movimento Eugenics que começou a ganhar impulso na Inglaterra no início do século XX.[28]
- A biografia de Chesterton em 1906 de Charles Dickens foi em grande parte responsável por criar um avivamento popular para o trabalho de Dickens, bem como uma séria reconsideração de Dickens por estudiosos.[29][falta página]
- O romance de Chesterton O Homem Que Foi quinta-feira, inspirou o líder republicano irlandês, Michael Collins, com a ideia: "Se você não parecesse estar escondido, ninguém o perseguiu". O trabalho favorito de Collins de Chesterton foi The Napoleon of Notting Hill, e ele estava "quase fanaticamente ligado a ele", de acordo com seu amigo Sir William Darling, que cimentou sua amizade em sua apreciação mútua pelo trabalho de Chesterton.[30]
- Etienne Gilson, Etienne Gilson elogiou o volume de Aquino de Chesterton da seguinte forma: "Considero que é, sem comparação possível, o melhor livro já escrito em Santo Tomás ... os poucos leitores que passaram vinte ou trinta anos estudando Santo Tomás de Aquino e quem, talvez, Eles mesmos publicaram dois ou três volumes sobre o assunto, não podem deixar de perceber que o chamado 'sagacidade' de Chesterton colocou sua culpa na vergonha."[31]
- A coluna de Chesterton no Illustrated London News em 18 de setembro de 1909 teve um efeito profundo sobre Mahatma Gandhi. P. N. Furbank afirma que Gandhi foi "atordoado" quando leu, enquanto Martin Green observa que "Gandhi ficou tão encantado com isso que ele disse a Indian Opinion para reimprimir isso".[32]
- O arcebispo Fulton J. Sheen, autor de setenta livros, identificou Chesterton como o estilista que teve o maior impacto em sua própria escrita, afirmando em sua autobiografia Treasure in Clay, "a maior influência na escrita foi G.K. Chesterton, que nunca usou uma palavra inútil, Que viu o valor de um paradoxo e evitou o que era trivial ". Chesterton escreveu a introdução para o livro de Sheen God e Intelligence in Modern Philosophy; Um Estudo Crítico à Luz da Filosofia de São Tomás.[33]
- O teórico da mídia canadense Marshall McLuhan foi fortemente influenciado por Chesterton; McLuhan disse que o livro What's Wrong with the World mudou sua vida em termos de ideias e religião.[34]
- Neil Gaiman afirmou que cresceu lendo Chesterton na biblioteca da escola e que o Napoleão de Notting Hill foi uma influência importante em seu próprio livro Neverwhere, que usou uma citação dele como uma epígrafe. Gaiman também baseou o personagem Gilbert, do quadrinho The Sandman, em Chesterton, e o romance que ele escreveu com Terry Pratchett é dedicado a ele.
- O autor e ensaísta argentino Jorge Luis Borges citou Chesterton como uma grande influência em sua própria ficção. Em uma entrevista com Richard Burgin no final da década de 1960, Borges disse: "Chesterton sabia como aproveitar ao máximo uma história de detetive."[35]

### A cerca de Chesterton
A "cerca de Chesterton" é o princípio de que as reformas não devem ser feitas até que o raciocínio por trás do estado de coisas existente seja entendido. A citação é do livro de Chesterton de 1929 The Thing: Por que eu sou católico, no capítulo "The Drift from Domesticity": "Em matéria de reforma das coisas, além de deformá-las, existe um princípio simples; Princípio que provavelmente será chamado de paradoxo. Existe, nesse caso, uma determinada instituição ou lei, digamos, por uma questão de simplicidade, uma cerca ou um portão erguido em uma estrada. O tipo mais moderno de reformador vai alegremente até lá e diz: "Não vejo o uso disso, deixe-me eliminar isso". Para o qual o tipo de reformador mais inteligente fará bem em responder: "Se não vê a utilidade dele, certamente não vou deixar você fazê-lo. Vá-se embora e pense. Então, quando voltar e diga-me que percebe o uso dele, então eu posso permitir que você o destrua."

## Principais obras
- Chesterton, Gilbert Keith (1904),  Ward, M, ed., The Napoleon of Notting Hill, UK: DMU.
- ——— (1905), Heretics, ISBN 978-0-7661-7476-4, Project Gutenberg
- ——— (1906), Charles Dickens: A Critical Study.
- ——— (1908a), The Man Who Was Thursday.
- ——— (1908b), Orthodoxy.
- ———, The Innocence of Father Brown, Project Gutenberg's.
- ——— (1911b),  Ward, M, ed., The Ballad of the White Horse, UK: DMU.
- ——— (1912), Manalive.
- ———, Father Brown (detective fiction).
- ——— (1920),  Ward, M, ed., The New Jerusalem, UK: DMU.
- ——— (1922), Eugenics and Other Evils.
- ——— (1923), Saint Francis of Assisi.
- ——— (1925), The Everlasting Man.
- ——— (1933), Saint Thomas Aquinas.
- ——— (1936), The Autobiography.
- ——— (1950),  Ward, M, ed., The Common Man, UK: DMU.

### Contos
- "O Crime de Comunista," Collier's Weekly, de julho de 1934.
- "Os Três Cavaleiros" Collier's Weekly, abril de 1935.
- "O Anel dos Amantes," Collier's Weekly, abril de 1935.
- "Uma grande História", Collier's Weekly, abril de 1935.
- "A Raiva De Rua – Um Sonho Ruim," Famosos Mistérios Fantásticos, De Fevereiro De 1947.

### Outros
- Elsie M. Lang, Literário de Londres, com uma introdução de G. K. Chesterton. Londres: T. Werner Laurie, 1906.
- George Haw, a Partir de Workhouse de Westminster, com uma introdução de G. K. Chesterton. London: Cassell & Company, 1907.
- Darrell Figgs, Uma Visão da Vida com uma introdução de G. K. Chesterton. Londres: John Lane, A Aumentar A Cabeça, 1909.
- C. Creighton Mandell, Hilaire Belloc: O Homem e seu Trabalho, com uma introdução de G. K. Chesterton. Londres: Methuen & Co., 1916.
- Harendranath Maitra, Hinduísmo: O Mundo Ideal, com uma introdução de G. K. Chesterton. Londres: Cecil Palmer & Hayward, De 1916.
- Maxim Gorki, Criaturas que Eram uma Vez os Homens, com uma introdução de G. K. Chesterton. New York: The Modern Library, 1918.
- Sibila Bristowe, Provocações, com uma introdução de G. K. Chesterton. Londres: Erskine Macdonald, 1918.
- W. J.., A Alma da Irlanda, com uma introdução de G. K. Chesterton. New York: The Macmillan Company, 1920.
- Arthur J. Penty, Pós-Industrialismo, com prefácio de G. K. Chesterton. New York: The Macmillan Company, 1922.
- Leonard Merrick, A Casa de Lynch, com uma introdução de G. K. Chesterton. Londres: Hodder & Stoughton, 1923.
- Henri Massis, Defesa do Oeste, com prefácio de G. K. Chesterton. Londres: Harcourt, Brace & Co., 1928.
- Francis Thompson, O Cão de caça do Céu e outros Poemas, com uma introdução de G. K. Chesterton. Boston: Internacional Bolso Biblioteca, 1936.